# Gipsy Sisters
Gipsy Sisters è un reality show statunitense prodotto dalla rete televisiva via cavo TLC. Lo show è iniziato il 10 febbraio 2013 e racconta la vita quotidiana di alcune donne Romanichals che risiedono nella cittadina di Martinsburg (Virginia Occidentale). Il reality è uno spin-off My Big Fat American Gypsy Wedding. Le protagoniste sono le sorelle Mellie Stanley, Nettie Stanley e JoAnn Wells.

## Cast
Il cast del reality show è composto principalmente dalla famiglia Stanley. I componenti del cast appaiono nel ruolo di se stessi.

### Cast attuale
- Mellie Stanley (Stagione 1 - Stagione 4), è la sorella minore di Nettie e JoAnn. Conosciuta per essere la pecora nera della famiglia, Mellie vuole allontanarsi dallo stile di vita dei Romanichals. È una madre single di due bambini, Richard Joe Whetzel Stanley e la piccola Brandy Wyne Leveniya Picolo. I bambini hanno due papà diversi. Durante il mese di marzo 2016, scopre di essere incinta del suo terzo figlio, una bambina, Divinity Rose, nata a novembre 2016.
- Nettie Stanley (Stagione 1 - Stagione 4), la sorella maggiore di Mellie e JoAnn, è la matriarca della famiglia. Nettie è l'autoproclamata ape regina delle ragazze gipsy. Ha nove figli e molti nipoti. Alla fine della terza stagione, Nettie ha rinnovato i suoi voti nuziali con il suo terzo marito, Huey, dopo dieci anni di matrimonio. Dopo la morte del genero in un evento violento, ha lasciato la TV e continua a crescere la sua famiglia lontano dai riflettori.
- JoAnn Wells (Stagione 2 - Stagione 4), è la sorella di Nettie e Mellie. Ha due figli e si è separata dal marito dopo 13 anni di matrimonio. È une delle più gentili del gruppo. Nella stagione 3, ha annunciato di voler divorziare da suo marito. Nel 2016, JoAnn è riuscita a riconciliarsi con suo marito, Belcher.
- Sheila "Kayla" Williams (Stagione 1 - Stagione 4), è la sorella di Annie. Ha cinque figli: Danielle, Sissy (Kayla), Richard, Lexi (Lexi-Ann) e George. Kayla e suo marito, dopo diciassette anni, hanno divorziato. Si è risposata con Adam Prather, dopo aver vissuto una settimana speciale con lui. È nonna di sua figlia Danielle e suo marito George, e la figlia Sissy le darà un altro nipotino con suo cugino. L'ex marito di Kayla, Richard, aspetta un altro figlio da sua nipote.
- Angela "Annie" Malone (Stagione 2 - Stagione 4), è la sorella di Kayla. Annie ha cinque figli ma spera ancora di averne altri. Annie è gioiosa e simpatica e fa sempre ridere le altre ragazze con le sue assurde pagliacciate. Dopo che il suo grosso grasso matrimonio gipsy con suo cugino Josh è fallito, Annie ha sposato James Malone, il padre dei figli di sua cugina Dallas.
- Dovie Carter (Stagione 4) è la sorella di Nettie, Mellie e JoAnn. Dovie è una pacificatrice come JoAnn.

### Cast del passato
- Laura Johnston (Stagione 1), è la cognata di Kayla e Annie. Laura è entrata nel clan gipsy dopo aver sposato Gus, il fratello di Kayla e Annie. Hanno tre figlie: Savannah, Hailey e la piccola Bella.
- Sheena Small (Stagione 2), cugina di Mellie, Nettie, JoAnn, Dovie, Kayla e Annie. È stata sposata con il fratello di Mellie e Nettie, Herny. Hanno avuto quattro figlie: Shakira, Shania, Shirley e Frankie.
- Dallas Williams (Stagione 1) è la figlia maggiore di Nettie e madre di Demi, Richard e London. Nel periodo di Natale 2016, si è riconciliata con James Malone e con sua moglie e cucina dopo l'umiliazione subita.
- Nettie "Nuckie" Williams (Più stagioni), dopo il matrimonio da cui è nato il figlio Prince Henry, Nuckie lascia Pookie per fare un viaggio on the road e vedere il mondo. Nel dicembre 2016, Pookie è riusciuto a ritrovarla ed è tornata da sua madre Nettie dopo un lungo periodo.